# 로그시티
《로그시티》(프랑스어: Le BRONX, 영어: ROGUE CITY)는 프랑스에서 제작된 올리비에르 마샬 감독의 2020년 드라마, 액션, 범죄 영화이다. 래닉 가우트리 등이 주연으로 출연하였다. 2020년 10월 30일 넷플릭스를 통해 개봉하였다.

## 출연
- 래닉 가우트리 : 리처드 브롱스키 역
- 스타니슬라 메하르 : 윌리 카펠리안 역
- 데이비드 벨 : 자크 다마토 역
- 장 르노 : 앙게 레오네티 역
- 카리스 : 맥스 뷰몬트 역
- 제라르 랑방 : 폴 마란자노 역

## 제작
이 영화는 2019년 5월 장 르노, 래닉 가투으리, 스타니슬라 메하르, 데이비드 벨 주연으로 발표되었다. 영화 촬영은 9월 프랑스 남부에서 이루어졌다.